# Звиняцьковський Володимир Янович
Звиняцьковський Володимир Янович (нар. 24 грудня 1957, м. Горлівка, нині Донец. обл. - 11 липня 2025, м. Брно, Чехія) — український літературознавець.
Фахові зацікавленості: російська літературна класика у зв'язках з українською літературою та культурою, художні наслідки білінгвізму й бікультурності письменників, аксіологічні та міфопоетичні функції літературної класики.

## Життєпис
1979 — закінчив Київський педагогічний інститут. Учителював.
1983–97 — науковий співробітник Інституту літетатури НАНУ;
1995 — захистив докторську дисертацію. Доктор філологічних наук.
1997–99 — завідувач кафедри світової культури Міжнародного інституту лінгвістики і права;
2000–02 — професор кафедри слов'янських мов Міжрегіональної академії управління персоналом;
від 2002 — в Українсько-американському гуманітарному інституті «Вісконсинський міжнародний університет (США) в Україні» (усі — Київ): проректор, 
від 2009 — завідувач кафедри соціально-гуманітарних дисциплін.
З березня 2022 року — працював в Інституті славістики Університету Масарика (Брно).
З травня 2024 року головний редактор художньо-аналітичного альманаху «Кременецький культурний контекст».
Помер 11 липня 2025 року на 68-му році життя.

## Творчий доробок
- А. П. Чехов і Україна. К., 1984;
- Новелістика А. Чехова і М. Коцюбинського. К., 1987;
- Николай Гоголь: Тайны нац. души. К., 1994;
- Зарубіжна література: Підручник для 9-го кл. загальноосвіт. навч. закл. - К.: Генеза, 2004. - 352 с.: іл. ISBN 966-504-259-9
- Зарубіжна література (профільний рівень) [Текст] : підруч. для 10 кл. закл. заг. серед. освіти / Євгенія Волощук, Володимир Звиняцьковський, Оксана Філенко. - Київ : Генеза, 2018. - 222 с. : іл. - ISBN 978-966-11- 0310-7 (у паліт.)
- Світова література [Текст] : підруч. для 10 кл. загальноосвіт. навч. закл. : рівень стандарту / В. Я. Звиняцьковський, Т. Г. Свербілова, О. Є. Чебанова. - К. : Освіта, 2010. - 207 с. : іл. - ISBN 978-966-04-0813-5
- Світова література [Текст] : підруч. для 11 кл. загальноосвіт. навч. закл. : акад. рівень, профіл. рівень / Володимир Звиняцьковський. - Київ : Генеза, 2011. - 239 с. : іл. - ISBN 978-966-11-0074-8
- Гоголь, М. В. Вечори на хуторі біля Диканьки; Миргород / М. В. Гоголь; упоряд. тексту, авт. ст. та прим. В. Я. Звиняцьковський; іл. С. Г. Якутовича. — К.: Либідь, 2008. — 488 с. — С. 428.
- Нехорошие люди: Об «отрицательных» персонажах в пьесах Чехова. Д., 2010 (співавт.);
- Побеждающий страх смехом: Опыт реставрации собств. мифа Н. Гоголя. К., 2010.
- Володимир Звиняцьковський. Поезія як спогад про майбутнє, або дещо до інавгурації
- Историческая память русского читателя: Александр Пушкин, Николай Гоголь, Лев Толстой, Михаил Булгаков, Булат Окуджава и другие. - К.: Издательский дом Дмитрия Бураго, 2025. - 304 с.